# Generals de Greensboro (ECHL)
Pour les articles homonymes, voir Generals de Greensboro.
Les Generals de Greensboro sont une franchise professionnelle de hockey sur glace en Amérique du Nord qui évoluait dans l'ECHL. L'équipe était basée à Greensboro dans l'État de la Caroline du Nord aux États-Unis.

## Historique
La franchise est créée en 1999 et évolue dans l'ECHL jusqu'en 2004. La franchise est affiliée aux Lock Monsters de Lowell et aux Hurricanes de la Caroline en 2001-2002, puis aux Americans de Rochester, aux Maple Leafs de Saint-Jean et aux Maple Leafs de Toronto en 2002-2003.

## Statistiques
| No | Saison    | PJ | V  | D  | DTB | BP  | BC  | Pts | Classement                  | Séries éliminatoires     | Entraîneur                           |
| -- | --------- | -- | -- | -- | --- | --- | --- | --- | --------------------------- | ------------------------ | ------------------------------------ |
| 1  | 1999-2000 | 70 | 20 | 43 | 7   | 229 | 337 | 47  | 6e place, division Nord-Est | Non qualifiés            | Jeff Brubaker                        |
| 2  | 2000-2001 | 72 | 26 | 39 | 7   | 215 | 277 | 59  | 5e place, division Nord-Est | Non qualifiés            | Jeff Brubaker                        |
| 3  | 2001-2002 | 72 | 23 | 41 | 8   | 188 | 278 | 54  | 7e place, division Nord-Est | Non qualifiés            | Graeme Townshend Oleksandr Hodyniouk |
| 4  | 2002-2003 | 72 | 42 | 21 | 9   | 235 | 211 | 93  | 2e place, division Nord-Est | Défaite au deuxième tour | Rick Adduono                         |
| 5  | 2003-2004 | 72 | 40 | 30 | 2   | 241 | 240 | 82  | 5e place, division Sud      | Non qualifiés            | Rick Adduono                         |